# Lamagistère
Lamagistère település Franciaországban, Tarn-et-Garonne megyében. Lakosainak száma 1213 fő (2022. január 1.). Lamagistère Clermont-Soubiran, Saint-Sixte, Donzac és Golfech községekkel határos.

## Népesség
A település népessége az elmúlt években az alábbi módon változott:
| Lakosok száma | 1113 | 1138 | 1169 | 1154 | 1162 | 1167 | 1182 | 1198 | 1213 |
|               | 2013 | 2015 | 2016 | 2017 | 2018 | 2019 | 2020 | 2021 | 2022 |